# سسک‌های درختی کوچک
سسک‌های درختی کوچک یا ایدونا (نام علمی: Iduna) نام یک سرده از تیره سسکان نیزار است.

## گونه‌ها
- سسک نوک‌کلفت (Iduna aedon)
- سسک زرد آفریقایی (Iduna natalensis)
- سسک زرد کوهی (Iduna similis)
- سسک درختی کوچک (Iduna caligata)
- سسک درختی هندی (Iduna rama)
- سسک زیتونی شرقی (Iduna pallida)
- سسک زیتونی غربی (Iduna opaca)